# Paracobitis ghazniensis
Paracobitis ghazniensis är en fiskart som först beskrevs av Banarescu och Nalbant, 1966.  Paracobitis ghazniensis ingår i släktet Paracobitis och familjen grönlingsfiskar. Inga underarter finns listade i Catalogue of Life.